# مقاطعة سيكواتشي (تينيسي)
مقاطعة سيكواتشي هي مقاطعة في تينيسي، بلغ عدد سكانها 14٬112  نسمة، في 2010، عاصمتها دنلاب، تبلغ مساحتها 689 كيلومتر مربع.

## الموقع
تشترك في الحدود مع:
- مقاطعة فان بورين (تينيسي)
- مقاطعة ماريون (تينيسي)
- مقاطعة غروندي
- مقاطعة هاميلتون
- مقاطعة بلدسو
- مقاطعة وارن (تينيسي).

## التقسيمات الإدارية
- دنلاب.